# Steve Beaton
Steve Beaton (Coventry, 5 april 1964) is een Engelse darter, die tot 2024 uitkwam voor de Professional Darts Corporation (PDC).
In 1993 won Beaton de Winmau World Masters door in de finale de Schot Les Wallace te verslaan. Hij wist hiermee zijn eerste grote titel te winnen. In 1994 werd de WDF Europe Cup singles gewonnen door in de finale Engelsman Martin Adams te verslaan. In 1996 won de Engelsman, die vanwege zijn uiterlijk de bijnaam The Bronzed Adonis verwierf, het prestigieuze BDO World Professional Darts Championship, nadat hij Welshman Richie Burnett met 6-3 in de finale versloeg. Daarnaast won Beaton verscheidene andere toernooien en was hij in 2004 halvefinalist op het UK Open en de World Grand Prix.
Bij de PDC kon Beaton zijn BDO-successen niet meer herhalen. Wel wist hij zich tot 2024 jaarlijks te plaatsen voor het WK. Met 33 deelnames aan de wereldkampioenschappen bij de BDO en PDC staat de darter bovenaan de lijst van spelers met meest WK-deelnames. Eind 2024 besloot Beaton zijn tourkaart bij de PDC in te leveren en daarmee het professionele circuit te verlaten.

## Gespeelde WK-finales
- 1996 Steve Beaton - Richie Burnett 6 - 3 ('best of 11 sets')

## Gespeelde grandslamfinales
BDO 
| Resultaat | Nr. | Jaar | Kampioenschap                | Tegenstander   | Score | Variant |
| Winnaar   | 1.  | 1993 | Winmau World Masters         | Les Wallace    | 3 – 1 | Sets    |
| Runner-up | 2.  | 1994 | Winmau World Masters         | Richie Burnett | 2 – 3 | Sets    |
| Winnaar   | 3.  | 1996 | BDO World Darts Championship | Richie Burnett | 6 – 3 | Sets    |
| Runner-up | 4.  | 2000 | Zuiderduin Masters           | Martin Adams   | 4 – 5 | Sets    |

PDC
| Resultaat | Nr. | Jaar | Kampioenschap               | Tegenstander | Score  | Variant |
| Runner-up | 5.  | 2009 | European Darts Championship | Phil Taylor  | 3 – 11 | Legs    |

## Resultaten op wereldkampioenschappen

### BDO
- 1992: Laatste 32 (verloren van Chris Johns met 1-3)
- 1993: Halve finale (verloren van Alan Warriner met 2-5)
- 1994: Laatste 32 (verloren van Nick Gedney met 2-3)
- 1995: Laatste 32 (verloren van Dave Askew met 2-3)
- 1996: Winnaar (gewonnen in de finale van Richie Burnett met 6-3)
- 1997: Halve finale (verloren van Marshall James met 4-5)
- 1998: Kwartfinale (verloren van Raymond van Barneveld met 0-5)
- 1999: Laatste 32 (verloren van Steve Duke sr. met 0-3)
- 2000: Laatste 16 (verloren van Andy Fordham met 0-3)
- 2001: Laatste 16 (verloren van Raymond van Barneveld met 2-3)

### WDF

#### World Cup
- 1993: Laatste 32 (verloren van Sean Palfrey met 2-4)
- 1995: Laatste 32 (verloren van Eric Burden met 0-4)
- 1997: Laatste 32 (verloren van Martin Phillips met 1-4)

### PDC
- 2002: Laatste 16 (verloren van John Part met 0-6)
- 2003: Laatste 32 (verloren van Dave Askew met 3-4)
- 2004: Laatste 16 (verloren van Mark Dudbridge met 1-4)
- 2005: Laatste 32 (verloren van Andy Hamilton met 2-4)
- 2006: Laatste 64 (verloren van Jan van der Rassel met 0-3)
- 2007: Laatste 32 (verloren van Terry Jenkins met 3-4)
- 2008: Laatste 32 (verloren van James Wade met 3-4)
- 2009: Laatste 64 (verloren van Alan Tabern met 0-3)
- 2010: Laatste 32 (verloren van Andy Hamilton met 1-4)
- 2011: Laatste 64 (verloren van Mark Hylton met 2-3)
- 2012: Laatste 32 (verloren van Simon Whitlock met 1-4)
- 2013: Laatste 32 (verloren van James Wade met 2-4)
- 2014: Laatste 64 (verloren van Devon Petersen met 1-3)
- 2015: Laatste 64 (verloren van Kyle Anderson met 0-3)
- 2016: Laatste 32 (verloren van  Michael Smith met 2-4)
- 2017: Laatste 32 (verloren van James Wade met 1-4)
- 2018: Laatste 32 (verloren van Vincent van der Voort met 0-4)
- 2019: Laatste 64 (verloren van Chris Dobey met 0-3)
- 2020: Laatste 16 (verloren van Darius Labanauskas met 2-4)
- 2021: Laatste 96 (verloren van Diogo Portela met 0-3)
- 2022: Laatste 64 (verloren van Kim Huybrechts met 1-3)
- 2023: Laatste 96 (verloren van Danny van Trijp met 0-3)
- 2024: Laatste 64 (verloren van Daryl Gurney met 1-3)

### WSD (Senioren)
- 2025: Halve finale (verloren van Ross Montgomery met 1-3)

## Resultaten op de World Matchplay
- 1998: Kwartfinale (verloren van Chris Mason met 6-13)
- 2001: Halve finale (verloren van Richie Burnett met 6-17)
- 2002: Laatste 32 (verloren van Cliff Lazarenko met 8-10)
- 2003: Laatste 32 (verloren van Denis Ovens met 9-11)
- 2004: Laatste 16 (verloren van Phil Taylor met 4-13)
- 2005: Laatste 32 (verloren van Denis Ovens met 6-10)
- 2006: Laatste 32 (verloren van Chris Mason met 6-10)
- 2007: Laatste 32 (verloren van Adrian Lewis met 4-10)
- 2008: Laatste 32 (verloren van Phil Taylor met 6-10)
- 2009: Laatste 16 (verloren van Mervyn King met 8-13)
- 2010: Laatste 16 (verloren van Phil Taylor met 4-13)
- 2011: Laatste 16 (verloren van Mark Webster met 7-13)
- 2012: Laatste 16 (verloren van Michael van Gerwen met 9-13)
- 2013: Laatste 32 (verloren van Brendan Dolan met 8-10)
- 2014: Laatste 32 (verloren van Michael van Gerwen met 7-10)
- 2015: Laatste 32 (verloren van Gary Anderson met 4-10)
- 2016: Kwartfinale (verloren van Gary Anderson met 13-16)
- 2017: Laatste 32 (verloren van Adrian Lewis met 7-10)
- 2018: Laatste 32 (verloren van Mensur Suljović met 6-10)
- 2019: Laatste 32 (verloren van Michael van Gerwen met 6-10)
- 2020: Laatste 32 (verloren van Adrian Lewis met 9-11)
- 2023: Laatste 32 (verloren van Michael Smith met 2-10)